# Nati nel 1670
| Questa pagina contiene informazioni ricavate automaticamente dalle voci biografiche con l'ausilio del template Bio e di un bot. L'aggiornamento è periodico e automatico e ricostruisce completamente la pagina. Se manca una persona in questa lista, sei pregato di non aggiungerla, ma accertati piuttosto che la sua voce biografica contenga il template Bio e che i dati anagrafici siano correttamente compilati. Se il template Bio manca, inseriscilo tu stesso o, in alternativa, metti l'avviso {{tmp\|Bio}} che ne segnala la mancanza. Se i dati riportati sono sbagliati, correggi direttamente la voce biografica; le modifiche saranno visibili in questa lista entro pochi giorni. Per chiarimenti vedi il progetto biografie. La lista contiene solo le 97 persone che sono citate nell'enciclopedia e per le quali è stato implementato correttamente il template Bio. Pagina aggiornata al 18 ago 2025. |

## Gennaio(5)
- 12 gennaio - Đuro Matijašević, poeta, letterato e presbitero croato († 1728)
- 18 gennaio - Jeanne Baptiste d'Albert de Luynes, nobildonna francese († 1736)
- 24 gennaio - William Congreve, drammaturgo inglese († 1729)
- 26 gennaio - Jacob van Schuppen, pittore francese († 1751)
- 30 gennaio - Arnold Joost van Keppel, I conte di Albemarle, ufficiale olandese († 1718)

## Febbraio(4)
- 10 febbraio - Norbert van Bloemen, pittore fiammingo († 1746)
- 13 febbraio - Giancarlo Aliberti, pittore italiano († 1727)
- 23 febbraio - Mattheus Terwesten, pittore e disegnatore olandese († 1757)
- 25 febbraio - Maria Margaretha Kirch, astronoma tedesca († 1720)

## Marzo(5)
- 6 marzo - Giovanni Maria Benzon, arcivescovo cattolico italiano († 1757)
- 7 marzo - Raniero d'Elci, cardinale e arcivescovo cattolico italiano († 1761)
- 7 marzo - Carlo Tommaso di Lorena, generale austriaco († 1704)
- 16 marzo - François de Franquetot de Coigny, militare francese († 1759)
- 31 marzo - Luigi Augusto di Borbone, nobile e militare francese († 1736)

## Aprile(5)
- 6 aprile - Jean-Baptiste Rousseau, poeta e drammaturgo francese († 1741)
- 9 aprile - John Trevelyan, II baronetto, politico inglese († 1755)
- 10 aprile - Edward Montagu, III conte di Sandwich, nobile inglese († 1729)
- 12 aprile - Gustavo del Palatinato-Zweibrücken, duca († 1731)
- 17 aprile - Dorothea von Velen, attivista tedesca († 1732)

## Maggio(5)
- 8 maggio - Charles Beauclerk, I duca di St. Albans, nobile inglese († 1726)
- 12 maggio - Augusto II di Polonia, sovrano polacco († 1733)
- 13 maggio - Giovanni Baratta, scultore e architetto italiano († 1747)
- 20 maggio - Giuseppe Alaleona, letterato italiano († 1749)
- 24 maggio - Vitus Pichler, teologo e giurista tedesco († 1736)

## Giugno(3)
- 5 giugno - Fulvio Gherli, medico e alchimista italiano († 1735)
- 20 giugno - Ernst Friedrich von Windisch-Graetz, diplomatico e politico austriaco († 1727)
- 23 giugno - Cajetan Anton Notthafft von Weißenstein, presbitero austriaco († 1752)

## Luglio(9)
- 5 luglio - Dorotea Sofia di Neuburg, contessa tedesca († 1748)
- 9 luglio - Filippo Carlo Spada, arcivescovo cattolico e patriarca cattolico italiano († 1742)
- 10 luglio - Silvio Gaetano Gonzaga, nobile italiano († 1740)
- 12 luglio - Giuseppe Firrao il Vecchio, cardinale e arcivescovo cattolico italiano († 1744)
- 15 luglio - Emilio Altieri, II principe di Oriolo, principe italiano († 1721)
- 18 luglio - Giovanni Bononcini, compositore e violoncellista italiano († 1747)
- 19 luglio - Richard Leveridge, basso e compositore inglese († 1758)
- 23 luglio - Maria Maddalena Trenta, nobildonna e religiosa italiana († 1740)
- 30 luglio - Carlo Archinto, nobile, funzionario e mecenate italiano († 1732)

## Agosto(7)
- 2 agosto - Marie Émilie de Joly de Choin, francese († 1732)
- 9 agosto - Giuseppe Casaregi, giurista e magistrato italiano († 1737)
- 12 agosto - Guglielmo Borremans, pittore fiammingo († 1744)
- 20 agosto - Pierre Vigne, presbitero francese († 1740)
- 21 agosto - James FitzJames, I duca di Berwick, generale inglese († 1734)
- 28 agosto - Francesco Giuseppe di Guisa, nobile francese († 1675)
- 28 agosto - Guglielmo II di Nassau-Dillenburg, principe tedesco († 1724)

## Settembre(2)
- 10 settembre - Samuele Marzorati, presbitero italiano († 1716)
- 10 settembre - Raffaele Cosimo de' Girolami, cardinale e arcivescovo cattolico italiano († 1748)

## Ottobre(5)
- 5 ottobre - Tomás de Almeida, cardinale e patriarca cattolico portoghese († 1754)
- 16 ottobre - Luka Mislej, artista sloveno († 1727)
- 20 ottobre - Giovacchino Fortini, scultore e architetto italiano († 1736)
- 21 ottobre - George Naylor, avvocato e politico inglese († 1730)
- 28 ottobre - Jacob-Sigisbert Adam, scultore francese († 1747)

## Novembre(3)
- 15 novembre - Bernard de Mandeville, medico e filosofo olandese († 1733)
- 26 novembre - Maria Amalia di Brandeburgo, principessa († 1739)
- 30 novembre - John Toland, filosofo e scrittore irlandese († 1722)

## Dicembre(4)
- 4 dicembre - John Aislabie, politico inglese († 1742)
- 9 dicembre - Henri-François-Xavier de Belzunce de Castelmoron, vescovo cattolico e gesuita francese († 1755)
- 22 dicembre - Anna Sofia di Sassonia-Gotha-Altenburg, principessa sassone († 1728)
- 28 dicembre - Algernon Capell, II conte di Essex, generale inglese († 1710)

## Senza giorno specificato(40)
- José de Armendáriz, militare spagnolo
- Jean de Bodt, architetto e militare francese († 1745)
- Giuseppe Boniventi, compositore italiano († 1727)
- Antonio Caldara, compositore italiano († 1736)
- Pompeo Cannicciari, compositore italiano († 1744)
- Fernando de Casas Novoa, architetto spagnolo († 1750)
- Mademoiselle Duclos, attrice teatrale francese († 1748)
- Abraham Davel, patriota svizzero († 1723)
- Antoine Deidier, medico francese († 1746)
- Giovanni del Fantasia, architetto italiano († 1743)
- Ramon Despuig, spagnolo († 1741)
- Arthur Dillon, militare irlandese († 1733)
- Jean-Baptiste Dubos, filosofo e storico francese († 1742)
- Henry Eccles, compositore e violinista inglese († 1742)
- Laurence Echard, storico britannico († 1730)
- Giovanni Maria Fontana, architetto svizzero († 1712)
- Charles Gordon, II conte di Aboyne, nobile scozzese († 1702)
- Henry Howard, VI conte di Suffolk, nobile e politico inglese († 1718)
- Juan de Ulibarrí, militare e esploratore spagnolo († 1716)
- David Kellner, compositore e liutista tedesco († 1748)
- Köprülü Numan Pascià, politico e militare ottomano († 1719)
- João Frederico Ludovice, architetto e orafo tedesco († 1752)
- Carlo Antonio Marino, musicista italiano
- Abigail Masham, baronessa Masham, nobildonna inglese († 1734)
- Kirill Alekseevič Naryškin, politico russo († 1723)
- Willem Hendrik Nieupoort, giurista e storico olandese († 1730)
- Turlough O'Carolan, compositore e arpista irlandese († 1738)
- Pierre Parrocel, pittore e incisore francese († 1739)
- Danilo I Šćepčev Petrović-Njegoš, vescovo ortodosso serbo († 1735)
- Christopher Pinchbeck, inventore e orologiaio inglese († 1732)
- Arcangelo Resani, pittore e poeta italiano († 1740)
- Angiolo Rosis, pittore italiano († 1742)
- Thomas Story, predicatore e teologo britannico († 1742)
- Alvise Tagliapietra, scultore italiano († 1747)
- Jean Terrasson, scrittore francese († 1750)
- Domenico Trezzini, architetto e urbanista svizzero († 1734)
- Geronymo de Ustariz, economista spagnolo († 1732)
- Julie d'Aubigny, mezzosoprano francese († 1707)
- Dionisio da Furnà, pittore e monaco cristiano greco († 1744)
- Louis de La Vergne-Montenard de Tressan, arcivescovo cattolico francese († 1733)